# Peperomia humbertii
Peperomia humbertii är en pepparväxtart som beskrevs av G.Mathieu. Peperomia humbertii ingår i släktet peperomior, och familjen pepparväxter. Inga underarter finns listade i Catalogue of Life.